# Ewa Björling

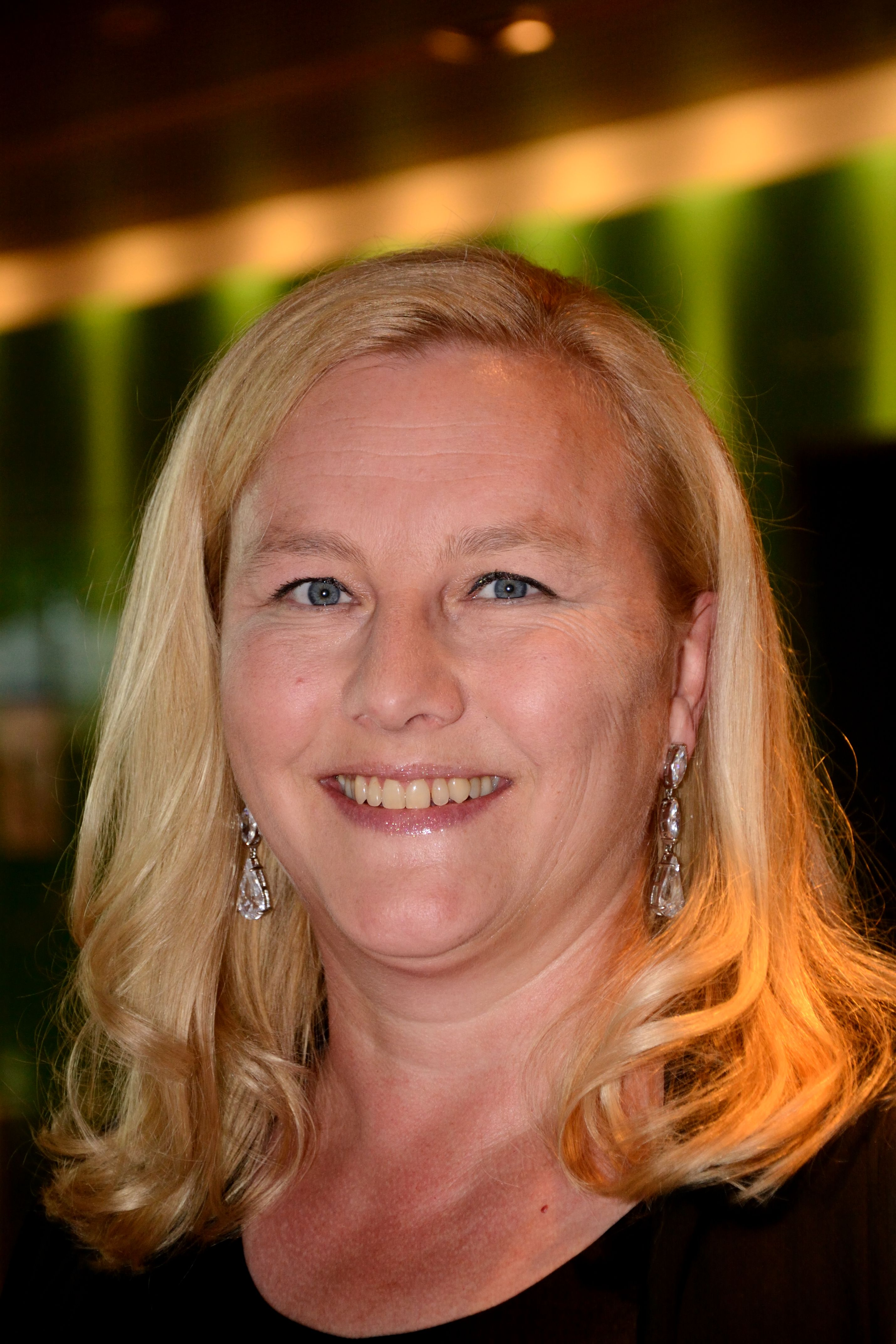
Eva Björling (2011)

Ewa Björling (* 3. Mai 1961 in Ekerö, Provinz Stockholm) ist eine schwedische Politikerin der Moderata samlingspartiet und war von 2007 bis 2014 Handelsministerin im Außenministerium. Von 2010 bis 2014 war sie gleichzeitig Ministerin für nordische Zusammenarbeit.

## Biografie
Nach dem Schulbesuch studierte sie Zahnmedizin am Karolinska-Institut und nahm nach dem Abschluss des Studiums 1987 und der Zulassung 1988 eine Tätigkeit als Kieferchirurgin auf. Nach ihrer Promotion zum Philosophiae Doctor der Medizin (Ph.D.Medicine) wurde sie 1999 Außerordentliche Professorin am Karolinska-Institut.
1999 begann sie ihre politische Laufbahn in der Kommunalpolitik und war von 1999 bis 2006 Mitglied des Gemeindeverwaltungsrates von Ekerö und dort zunächst von 1999 bis 2002 zugleich Vorsitzende des Ausschusses für Soziale Wohlfahrt. Zwischen 2005 und 2006 war sie außerdem Vorsitzende des Gemeindeverwaltungsrates von Ekerö.
Bei den Reichstagswahlen vom 15. September 2002 wurde sie als Kandidatin der Moderaten Sammlungspartei erstmals zur Abgeordneten des Reichstages gewählt. Während ihrer Parlamentszugehörigkeit war sie zwischen 2002 und 2007 Mitglied des Ausschusses für Außenpolitik sowie Stellvertretendes Mitglied des Bildungsausschusses. Nach den Reichstagswahlen am 17. September 2006 war sie bis 2007 außerdem Stellvertretendes Mitglied des Beratungsrates für Auswärtige Angelegenheiten sowie des Ausschusses für die Verfassung von Schweden.
Außerdem nahm sie einige Funktionen in der Moderaten Sammlungspartei wahr und war von 2002 bis 2007 nicht nur Vorstandsmitglied in der Provinz Stockholm, sondern von 2003 bis 2007 in der Gemeinde Ekerö.
Daneben hatte sie während ihrer Parlamentszugehörigkeit etliche weitere Ämter und Funktionen inne. So war sie zugleich von 2003 bis 2007 Vorstandsmitglied der Zentralbehörde für internationale Entwicklungszusammenarbeit (SIDA) und zugleich von 2006 bis 2007 Mitglied der Arbeitsgruppe HIV-AIDS der Interparlamentarischen Union. Neben einer Tätigkeit als Vorsitzende der Schwedisch-Amerikanischen Parlamentarischen Gesellschaft war sie zeitgleich von 2005 bis 2007 Mitglied des Beratungsgremiums für globale Philanthropie des Hudson Institute. Darüber hinaus war sie von 2003 bis 2007 auch Repräsentantin Schwedens in der Arbeitsgruppe 5 (Außen- und Sicherheitspolitik) der Europäischen Volkspartei, Vizemitglied des Beratungsgremiums für Gentechnologie, Vorstandsmitglied der Schwedischen Sozialversicherung von 2004 bis 2007 sowie von 2006 bis 2007 Vorsitzende der schwedischen Delegation bei der Euro-Mediterranen Parlamentarischen Versammlung und Vizemitglied der Gedenkstiftung der Bank von Schweden. 2007 wurde sie auch Vorsitzende des Nationalrates für AIDS-Vorbeugung.
Im Rahmen einer Kabinettsumbildung berief sie Ministerpräsident Fredrik Reinfeldt zur Handelsministerin beim Außenminister und damit zur Nachfolgerin von Sten Tolgfors, der Verteidigungsminister wurde.